# Cyclisme aux Jeux panaméricains de 1955
Navigation
Jeux panaméricains de 1951 Jeux panaméricains de 1959
Les compétitions de cyclisme des Jeux panaméricains de 1955 se sont déroulées du 20 au 25 mars 1955 à Mexico, Mexique.

## Podiums

### Courses sur route
| Compétitions                 | Or                                                  | Argent                                                  | Bronze                                           |
| ---------------------------- | --------------------------------------------------- | ------------------------------------------------------- | ------------------------------------------------ |
| Course en ligne individuelle | Ramón Hoyos (COL)                                   | Benjamín Jiménez (COL)                                  | Alberto Velázquez (URU)                          |
| Course en ligne par équipes, | Colombie Ramón Hoyos Benjamín Jiménez Efraín Forero | Uruguay Alberto Velázquez Américo Benítez Luis Chazzaro | Mexique Magdaleno Cano Antonio Solís Rafael Vaca |

### Courses sur piste
| Compétitions          | Or                                                                         | Argent                                                                 | Bronze                                                                   |
| --------------------- | -------------------------------------------------------------------------- | ---------------------------------------------------------------------- | ------------------------------------------------------------------------ |
| Kilomètre             | Antonio di Micheli (VEN)                                                   | Octavio Echeverri (COL)                                                | Luis Serra (URU)                                                         |
| Vitesse               | Jorge Bátiz (ARG)                                                          | Juan Carlos Pérez (URU)                                                | Cenobio Ruiz (MEX)                                                       |
| Poursuite par équipes | Argentine Ricardo Senn Alberto Ferreyra Duilio Biganzoli Clodomiro Cortoni | Uruguay Luis Serra Alberto Velázquez Julio Sobrera Eduardo Puertollano | Mexique, Bibiano González Francisco Lozano Rubén Ramírez Héctor Simancas |

## Déroulement des épreuves

### 20 mars: kilomètre
Le premier titre des Jeux échoit au Vénézuélien Antonio di Micheli.
Le 20 mars, au vélodrome du Parc "Calles", les compétitions de cyclisme des deuxièmes Jeux panaméricains débutent par l'épreuve du kilomètre contre-la-montre. Quatre favoris emmenés par l'Argentin Clodomiro Cortoni sont désignés par la presse. Les trois autres "pistards" qui peuvent prétendre au titre, au regard de leur temps lors des entraînements, sont le champion centraméricain, Octavio Echeverri de Colombie, Alberto Velázquez d'Uruguay et le coureur local Bibiano González. Celui-ci sera le dernier à s'élancer des onze coureurs inscrits. Même si González a peu d'expérience internationale sur la distance, sa position d'ultime compétiteur peut l'avantager. Cortoni est le tenant du titre et a terminé quatrième de l'épreuve aux Jeux olympiques de 1952, à deux dixièmes de seconde de la médaille.
Les concurrents doivent effectuer deux tours et demi d'une piste de 400 mètres, considérée comme une des plus rapides au monde. La météo est ensoleillée et le public nombreux. Le premier temps de référence est réalisé par Octavio "Petróleo" Echeverri en 1 min 10 s 5. Il bat le record olympique (1 min 11 s 1) de l'Australien Russell Mockridge, établi en 1952, aux Jeux d'Helsinki. Seul l'antépénultième concurrent à s'élancer réussit à battre le "chrono" du Colombien. En effet, en effectuant son contre-la-montre en 1 min 9 s 8, le Vénézuélien Antonio di Micheli, non seulement, s'octroie la première médaille d'or des Jeux panaméricains pour son pays, mais aussi, il soustrait quatre dixièmes de seconde au record du monde de la spécialité (1 min 10 s 2) du Soviétique Rostislav Vargashkine, établi à Toula le 21 juin 1954. Le concurrent suivant, l'Uruguayen Alberto Velázquez, conquiert la médaille de bronze. Son temps de 1 min 11 s 2 ne lui permet pas de s'emparer de la médaille d'argent qui échoit à Echeverri mais lui assure la dernière marche du podium. Il précède deux athlètes départagés par une seconde manche. En effet, le Brésilien Anésio Argenton et l'Argentin Clodomiro Cortoni réalisent tous les deux 1 min 11 s 7. La quatrième place de la compétition se décide alors à l'issue d'une deuxième confrontation où le Brésilien réalise 1 min 12 s et Cortoni, 1 min 13 s 1. L'Argentin doit se contenter de la cinquième place, immédiatement devant Bibiano González.
L'analyse des temps intermédiaires montrent qu'à chaque pointage, Antonio di Micheli est en avance sur la concurrence. Par contre Octavio Echeverri prend place sur la deuxième marche du podium aux 600 mètres. Tandis qu'Alberto Velázquez lui se hisse au troisième rang dans les deux cent derniers mètres seulement.
La victoire de Di Micheli devant Echeverri est la revanche des Jeux d'Amérique centrale et des Caraïbes qui a eu lieu un an auparavant dans la même ville. Également aux deux premières places, le Colombien avait cette fois-là pris le meilleur sur le Vénézuélien.
Classement du kilomètre départ arrêté contre-la-montre
| Pos                          | Nom                     | Pays       | Temps        | Notes   |
| ---------------------------- | ----------------------- | ---------- | ------------ | ------- |
| Médaille d'or, Amérique      | Antonio di Micheli (es) | Venezuela  | 1 min 9 s 8  |         |
| Médaille d'argent, Amérique  | Octavio Echeverri (en)  | Colombie   | 1 min 10 s 5 |         |
| Médaille de bronze, Amérique | Alberto Velázquez (en)  | Uruguay    | 1 min 11 s 2 | [ n 1 ] |
| 4                            | Anésio Argenton (pt)    | Brésil     | 1 min 11 s 7 | [ n 2 ] |
| 5                            | Clodomiro Cortoni       | Argentine  | 1 min 11 s 7 | [ n 2 ] |
| 6                            | Bibiano González        | Mexique    | 1 min 12 s 0 |         |
| 7                            | Gustavo Martínez (en)   | Guatemala  | 1 min 12 s 4 |         |
| 8                            | Harry Becker (en)       | États-Unis | 1 min 13 s 0 |         |
| 9                            | Oriol Menéndez          | Cuba       | 1 min 14 s 6 |         |
| 10                           | Guillermo Thiele        | Costa Rica | 1 min 19 s 7 |         |

Onze coureurs inscrits, dix classés.

### 21et22 mars: vitesse individuelle
L'Argentin Jorge Bátiz s'adjuge l'or.
La deuxième épreuve des Jeux est la compétition de vitesse individuelle. Les têtes d'affiche sont le champion sud-américain de la spécialité Julio César León du Venezuela, le Colombien Rodolfo Umaña, champion centraméricain et des Caraïbes et le Guatémaltèque Gustavo Martínez, champion centraméricain. Pour les directeurs sportifs et les observateurs, dans une compétition où le facteur chance est souvent prépondérant, les sélections d'Argentine, de Colombie, d'Uruguay, du Venezuela et du Guatemala sont les mieux représentés pour s'offrir le titre.
Devant 10 000 spectateurs, la compétition commence par les séries éliminatoires. Cinq duels sont au programme. Le Vénézuélien León accède directement aux quarts de finale sans combattre, en l'absence de son adversaire, le Canadien Robert André. Martínez du Guatemala, l'Américain Jack Disney, l'Uruguayen Juan Carlos Pérez et l'Argentin Jorge Bátiz le rejoignent. Les quatre battus sont reversés en repêchages. Deux duels permettent au Brésilien Anésio Argenton et au Mexicain Cenobio Ruiz de, eux aussi, accéder aux quarts de finale. Le concurrent local y parvient par disqualification de son adversaire Rodolfo Umaña, malgré les protestations vigoureuses du délégué colombien. Aucune disposition d'appel des décisions des commissaires de course n'étant prévue dans le règlement. Pour les battus, un ultime repêchage offre la huitième place qualificative. Umaña y dispose facilement d'Oriol Menéndez. Ainsi en l'absence d'André, des neuf participants aux séries éliminatoires, seul le Cubain est éliminé.
En quarts de finale, Bátiz dispose de Disney avec trois longueurs de vélo d'avance et est le premier à se qualifier pour les demies. Dans la deuxième confrontation, Argenton et Umaña sont opposés. Le Brésilien lance le sprint aux 250 mètres. Dans une manœuvre risquée, il serre dangereusement son adversaire. Peu avant la ligne droite finale, les deux protagonistes se retrouvent au coude à coude. Anésio Argenton écarte le bras et la jambe et déséquilibre le Colombien. Ce dernier chute de manière spectaculaire. Rodolfo Umaña élève une réclamation contre son adversaire. Après délibérations, les commissaires décident de faire recommencer la manche. Dans celle-ci, Anésio Argenton prend également les devants mais Rodolfo Umaña le remonte peu à peu, pour le passer dans les derniers mètres. Il s'impose d'un quart de roue. Par là-même, le Colombien accède aux demi-finales. Dans les autres quarts, Ruíz devance León de plus d'une longueur de machine et dans le dernier duel, Pérez s'impose face à Martínez avec un avantage de près d'un vélo d'écart.
Les concurrents qualifiés se retrouvent le lendemain pour se disputer le podium, devant des gradins copieusement garnis. Environ 15 000 spectateurs sont présents. La première demi-finale oppose Juan Carlos Pérez à Rodolfo Umaña. Le Colombien prend les devants mais l'Uruguayen le rejoint dans le dernier virage et le dépasse pour s'imposer d'un quart de roue. Dans la seconde demie, Cenobio Ruiz se confronte à Jorge Bátiz. Le Mexicain s'échappe quasiment dès le début du duel. Cependant l'Argentin réussit à le rejoindre et à le dépasser. Bátiz accompagne Pérez en finale.
Dans le duel pour la troisième place, Cenobio Ruiz décroche la médaille de bronze. Rodolfo Umaña, parti en seconde position, revient à hauteur de son adversaire dans l'avant-dernière courbe. Le Mexicain réagit et gagne facilement (victoire d'autant plus aisé que son opposant brise sa chaîne à cent-cinquante mètres de la ligne). Juste avant s'était déroulée la première manche de la finale pour le titre. Jorge Bátiz prend les devants. Juan Carlos Pérez accélère aux deux-cent-cinquante mètres mais ne surprend pas l'Argentin qui conserve l'avantage. À l'entrée de la dernière ligne droite, Bátiz devance Pérez d'une longueur de vélo et en conserve les trois quarts sur la ligne. Dans la seconde manche (disputée après le match pour la troisième place), Juan Carlos Pérez tente de s'échapper aux trois-cent mètres mais Jorge Bátiz le déborde et s'impose facilement avec une longueur et demie d'avance.
Les "chronos" exceptionnels des concurrents sont attribués à des conditions météorologiques idéales et à la qualité de la piste,.
| Pos | Noms                  | Pays       | Manche | Notes |
| --- | --------------------- | ---------- | ------ | ----- |
| 1   | Jack Disney (de)      | États-Unis | 11 s 7 | Ǫ     |
| 2   | Rodolfo Umaña         | Colombie   | -      |       |
| 1   | Juan Carlos Pérez     | Uruguay    | 11 s 8 | Ǫ     |
| 2   | Anésio Argenton (pt)  | Brésil     | -      |       |
| 1   | Jorge Bátiz           | Argentine  | 11 s 6 | Ǫ     |
| 2   | Cenobio Ruiz (en)     | Mexique    | -      |       |
| 1   | Julio César León (en) | Venezuela  |        | Ǫ     |
| 2   | Robert André          | Canada     |        | NP    |
| 1   | Gustavo Martínez (en) | Guatemala  | 13 s 2 | Ǫ     |
| 2   | Oriol Menéndez        | Cuba       | -      |       |

| Pos | Noms                 | Pays     | Manche | Notes |
| --- | -------------------- | -------- | ------ | ----- |
| 1   | Cenobio Ruiz (en)    | Mexique  | -      | Ǫ     |
| 2   | Rodolfo Umaña        | Colombie | 11 s 6 | DSQ   |
| 1   | Anésio Argenton (pt) | Brésil   | -      | Ǫ     |
| 2   | Oriol Menéndez       | Cuba     | -      |       |

| Pos | Noms           | Pays     | Manche | Notes |
| --- | -------------- | -------- | ------ | ----- |
| 1   | Rodolfo Umaña  | Colombie | -      | Ǫ     |
| 2   | Oriol Menéndez | Cuba     | -      |       |

| Pos | Noms                 | Pays       | Manche       | 2e manche     | Notes |
| --- | -------------------- | ---------- | ------------ | ------------- | ----- |
| 1   | Jorge Bátiz          | Argentine  | 11 s 7       |               | q     |
| 2   | Jack Disney (de)     | États-Unis | à 3 machines |               |       |
| 1   | Rodolfo Umaña        | Colombie   | chute        | 11 s 7        | q     |
| 2   | Anésio Argenton (pt) | Brésil     | 12 s 4       | à 1/4 de roue |       |

| Pos | Noms                  | Pays      | Manche           | Notes |
| --- | --------------------- | --------- | ---------------- | ----- |
| 1   | Cenobio Ruiz (en)     | Mexique   | 11 s 8           | q     |
| 2   | Julio César León (en) | Venezuela | à 5/4 de machine |       |
| 1   | Juan Carlos Pérez     | Uruguay   | 11 s 5           | q     |
| 2   | Gustavo Martínez (en) | Guatemala | à 3/4 de machine |       |

| Pos | Noms              | Pays      | Manche        | Notes |
| --- | ----------------- | --------- | ------------- | ----- |
| 1   | Juan Carlos Pérez | Uruguay   | -             | Q     |
| 2   | Rodolfo Umaña     | Colombie  | à 1/4 de roue |       |
| 1   | Jorge Bátiz       | Argentine | -             | Q     |
| 2   | Cenobio Ruiz (en) | Mexique   | -             |       |

| Pos                          | Nom               | Pays     | Manche   |
| ---------------------------- | ----------------- | -------- | -------- |
| Médaille de bronze, Amérique | Cenobio Ruiz (en) | Mexique  | 12 s 6   |
| 4                            | Rodolfo Umaña     | Colombie | Distancé |

| Pos                         | Nom               | Pays      | 1re manche       | 2e manche     |
| --------------------------- | ----------------- | --------- | ---------------- | ------------- |
| Médaille d'or, Amérique     | Jorge Bátiz       | Argentine | 12 s 0           | 11 s 5        |
| Médaille d'argent, Amérique | Juan Carlos Pérez | Uruguay   | à 3/4 de machine | à 1,5 machine |

### 22et23 mars: poursuite par équipes
Les Argentins remportent un deuxième titre.
Troisième épreuve cycliste des Jeux, la poursuite par équipes commence par les séries éliminatoires, où les quatre meilleurs temps se qualifient pour les demi-finales. Lors de ces qualifications, la sélection argentine, composée de Ricardo Senn, Duilio Biganzoli, Alberto Ferreira et Clodomiro Cortoni, réussit le meilleur "chrono". Non seulement, elle se qualifie pour les demi-finales mais en réalisant 4 min 47 s 8, les Argentins battent les records panaméricain et sud-américain de la spécialité qu'ils détenaient déjà (marque précédente 4 min 48 s 6). Le quatuor uruguayen réalise le deuxième temps en 4 min 50 s 3. Les Mexicains, quant à eux, effectuent l'exercice contre-la-montre en 4 min 56 s 5. Bibiano González, Francisco Lozano, Rubén Ramírez et Héctor Manuel Simancas s'emparent du record centraméricain que détenait le Venezuela depuis 1954 (4 min 57 s 5). L'équipe de poursuite des États-Unis est la quatrième formation à se qualifier pour les demi-finales. En 4 min 57 s 3, elle élimine les trois dernières nations participantes, respectivement, la Colombie (qui échoue à plus d'une seconde de la qualification), le Venezuela et le Guatemala.
Les demi-finales opposent le lendemain l’Argentine aux États-Unis et l'Uruguay au Mexique. Le quatuor argentin se qualifie pour la finale en doublant son adversaire américain au sixième tour. Tandis que la sélection uruguayenne, en 4 min 51 s 9, prend nettement le meilleur sur la formation locale (5 min 1 s 5). Alors que cette dernière avait l'avantage, elle a dû se passer des services de Rubén Ramírez au sixième tour, mettant un terme aux chances de victoire des Mexicains.
Cependant lors de la finale pour la troisième place, en effectuant les 4 000 mètres en 4 min 55 s 6, ils obtiennent la médaille de bronze en surclassant le quartette des États-Unis (5 min 5 s 8). Les amphitryons battent, ainsi, leur propre record centraméricain établi la veille.
L'équipe de poursuite argentine remporte le titre, établissant un nouveau record panaméricain en 4 min 43 s 2 qui devient également la nouvelle marque sud-américaine. Avec une avance d'un quart de tour, les Argentins dominent leurs rivaux uruguayens, chronométrés en 4 min 52 s 2.
Plus de cinquante ans plus tard, Ricardo Senn révèle que Clodomiro Cortoni avait dû remplacer au pied levé Pedro Salas (en), qui s'était fissuré le fémur, la veille, dans une chute. Il avait fallu que Duilio Biganzoli, Alberto Ferreyra et lui-même assurent le tempo pour que Cortoni, non spécialiste, puisse suivre le rythme ; le quartette s'approchant à 1 s 6 du record du monde.
| Pos | Pays       | Cyclistes                                                                          | Temps        | Notes |
| --- | ---------- | ---------------------------------------------------------------------------------- | ------------ | ----- |
| 1   | Argentine  | Ricardo Senn Duilio Biganzoli Alberto Ferreyra Clodomiro Cortoni                   | 4 min 47 s 8 | q     |
| 2   | Uruguay    | Luis Serra (es) Alberto Velázquez (en) Julio Sobrera (en) Eduardo Puertollano (en) | 4 min 50 s 3 | q     |
| 3   | Mexique    | Bibiano González Francisco Lozano (en) Rubén Ramírez Héctor Manuel Simancas        | 4 min 56 s 5 | q     |
| 4   | États-Unis | Jack Disney (de) Harry Becker (en) Al Stiller (en) Karl Wettberg                   | 4 min 57 s 3 | q     |
| 5   | Colombie   | Octavio Echeverri (en) Héctor Monsalve (en) Isaac Sarmiento Alfredo Adelsohn       | 4 min 58 s 9 | É     |
| 6   | Venezuela  | Antonio di Micheli (es) Franco Cacioni (en) Arsenio Chirinos Antonio Montilla (en) | 4 min 59 s 6 | É     |
| 7   | Guatemala  | Rafael Polanco Carlos Girón Mario Rivera Pedro Villavicencio                       | 5 min 5 s 6  | É     |

| Pos | Pays       | Cyclistes                                                        | Temps   | Notes   |
| --- | ---------- | ---------------------------------------------------------------- | ------- | ------- |
| 1   | Argentine  | Ricardo Senn Alberto Ferreyra Duilio Biganzoli Clodomiro Cortoni | -       | Q       |
| 2   | États-Unis | Jack Disney (de) Harry Becker (en) Al Stiller (en) Karl Wettberg | Rejoint | [ n 5 ] |

| Pos | Pays    | Cyclistes                                                                          | Temps        | Notes   |
| --- | ------- | ---------------------------------------------------------------------------------- | ------------ | ------- |
| 1   | Uruguay | Luis Serra (es) Alberto Velásquez (en) Julio Sobrera (en) Eduardo Puertollano (en) | 4 min 51 s 9 | Q       |
| 2   | Mexique | Bibiano González Francisco Lozano (en) Rubén Ramírez Héctor Manuel Simancas        | 5 min 1 s 5  | [ n 5 ] |

| Pos                          | Pays       | Cyclistes                                                                   | Temps        | Notes   |
| ---------------------------- | ---------- | --------------------------------------------------------------------------- | ------------ | ------- |
| Médaille de bronze, Amérique | Mexique    | Bibiano González Francisco Lozano (en) Rubén Ramírez Héctor Manuel Simancas | 4 min 55 s 6 | [ n 5 ] |
| 4                            | États-Unis | Jack Disney (de) Harry Becker (en) Al Stiller (en) Karl Wettberg            | 5 min 5 s 8  | [ n 5 ] |

| Pos                         | Pays      | Cyclistes                                                                          | Temps        | Notes   |
| --------------------------- | --------- | ---------------------------------------------------------------------------------- | ------------ | ------- |
| Médaille d'or, Amérique     | Argentine | Ricardo Senn Alberto Ferreyra Duilio Biganzoli Clodomiro Cortoni                   | 4 min 43 s 2 |         |
| Médaille d'argent, Amérique | Uruguay   | Luis Serra (es) Alberto Velásquez (en) Julio Sobrera (en) Eduardo Puertollano (en) | 4 min 52 s 2 | [ n 5 ] |

### 25 mars: course en ligne
Les Colombiens s'octroient les deux médailles d'or en jeu.
Même si les bons résultats des Argentins et des Uruguayens, lors des compétitions sur piste, ont réveillé de vieux souvenirs de leur domination passée, personne chez les observateurs ne les placent comme les favoris absolus de la course sur route. Les sélections de Colombie et du Venezuela sont des rivales sérieuses. Sans oublier, les Mexicains décevants lors des précédents Jeux d'Amérique centrale et des Caraïbes qui auront à cœur de prendre leur revanche. La presse colombienne, constatant que sa délégation n'a toujours pas obtenu la moindre médaille d'or lors de ces Jeux, espère que sa sélection puisse l'obtenir sur la route.
Le circuit, tracé autour de la Ciudad Universitaria, développe 6 690 mètres. Bordé d'arbres, de nombreuses ascensions et descentes en constituent la principale difficulté. Couru sous un beau soleil et une légère brise, les participants l'ont effectué vingt-six fois (au lieu de vingt-sept comme prévu initialement), devant quelque 50 000 spectateurs. Selon Ramón Hoyos, le rendu de la route est bien meilleur que l'année précédente. L'asphalte usagée a été remplacée par du béton « aussi dur qu'il devait l'être ».
Dès le premier tour, les escarmouches secouent le peloton. Dans le cinquième tour, le Colombien Benjamín Jiménez et l'Argentin Antonio Alexandre prennent les devants pris en chasse par le Guatémaltèque Carlos Girón et le Mexicain Rafael Vaca (de). À la fin du sixième tour, les quatre hommes sont ensemble. Ils maintiennent leur isolement en tête jusqu'au neuvième tour où cinq hommes, les Mexicains Magdaleno Cano (en), Antonio Solís, les Colombiens Efraín Forero, Ramón Hoyos et l'Uruguayen Alberto Velázquez font la jonction. Au dixième tour, les neuf hommes ont 1 min 23 s d'avance sur le peloton. Dans le douzième tour, Ramón Hoyos et Benjamín Jiménez faussent compagnie à leurs sept compagnons d'échappée. Au treizième tour, le duo colombien a 1 min 20 s d'avance sur un peloton qui a absorbé les sept fugueurs. La fatigue se fait ressentir et le groupe principal perd des unités. À la fin du quinzième tour, les duettistes ont maintenant 2 min 51 s sur un peloton de vingt et un coureurs. Au dix-septième tour, le groupe principal emmené par les Mexicains a 3 min 38 s de retard. Au dix-huitième tour, le peloton, toujours emmené par les coureurs locaux, réduit le déficit à 3 min 19 s. L'écart descend à 2 min 44 s à la fin du dix-neuvième tour. Montrant des signes de fatigue, Jiménez est abandonné par Hoyos qui obtient trente-cinq secondes d'avance sur son précédent compagnon de fugue et 3 min 17 s sur le peloton, à la fin du vingt et unième tour. Une révolution plus tard, Hoyos a accru son avance 1 min 8 s sur Jiménez et 3 min 57 s sur le peloton. Au vingt-troisième tour, Jiménez a stoppé l'hémorragie et ne concède plus de temps alors que le groupe principal fort d'une dizaine d'hommes a réduit son écart à 2 min 52 s, regagnant plus d'une minute sur l'échappé. Un tour plus tard, Jiménez passe avec un retard de 1 min 20 s et le peloton est à 2 min 34 s de la tête. Dans le dernier tour, Hoyos n'est pas inquiété. Il devance son compatriote Jiménez de trente-deux secondes et ce qui reste du peloton de 2 min 2 s. Alberto Velázquez s'offre la médaille de bronze, à l'issue d'un sprint où il dispose du Vénézuélien Franco Cacioni (en), d'Antonio Alexandre et des huit autres hommes composant le petit groupe.
Ramón Hoyos déclare, à l'issue de l'épreuve, qu'il avait fait une bonne course et qu'il n'était pas fatigué. Il ajoute « n'importe lequel d'entre nous aurait pu gagner » qu'avec « le "sergent", il avait eu la chance (d'être le premier à) s'échapper du groupe ».
La Colombie remporte une double victoire en remportant non seulement le titre individuel mais aussi celui par équipes. En plaçant trois hommes dans les dix premiers classés, les Colombiens obtiennent 3 min 32 s d'avance sur les Uruguayens, médaillés d'argent par équipes,.
| Pos                          | Coureur                | Pays      | Temps             |
| ---------------------------- | ---------------------- | --------- | ----------------- |
| Médaille d'or, Amérique      | Ramón Hoyos            | Colombie  | en 4 h 33 min 1 s |
| Médaille d'argent, Amérique  | Benjamín Jiménez       | Colombie  | à 32 s            |
| Médaille de bronze, Amérique | Alberto Velázquez (en) | Uruguay   | à 2 min 2 s       |
| 4                            | Franco Cacioni (en)    | Venezuela | m.t.              |
| 5                            | Antonio Alexandre      | Argentine | m.t.              |
| 6                            | Américo Benítez        | Uruguay   | m.t.              |
| 7                            | Magdaleno Cano (en)    | Mexique   | m.t.              |
| 8                            | Claudio Rosa           | Brésil    | m.t.              |
| 9                            | Antonio Solís          | Mexique   | m.t.              |
| 10                           | Efraín Forero          | Colombie  | m.t.              |

| Suite du classement (11-26) | Suite du classement (11-26) | Suite du classement (11-26) | Suite du classement (11-26) |
| Pos                         | Coureur                     | Pays                        | Temps                       |
| --------------------------- | --------------------------- | --------------------------- | --------------------------- |
| 11                          | Karl Wettberg               | États-Unis                  | m.t.                        |
| 12                          | Luis Chazzaro               | Uruguay                     | m.t.                        |
| 13                          | Florencio Alvarado          | Guatemala                   | m.t.                        |
| 14                          | Rafael Vaca (de)            | Mexique                     | à 5 min 1 s                 |
| 15                          | Felipe Liñán (en)           | Mexique                     | m.t.                        |
| 16                          | Al Stiller (en)             | États-Unis                  | à 6 min 45 s                |
| 17                          | Antonio Alba                | Brésil                      | à 9 min 29 s                |
| 18                          | Carlos Alberto Vázquez (en) | Argentine                   | m.t.                        |
| 19                          | Domingo Rivas (en)          | Venezuela                   | à 12 min 11 s               |
| 20                          | Walter Moyano (es)          | Uruguay                     | m.t.                        |
| 21                          | Carlos Girón                | Guatemala                   | m.t.                        |
| 22                          | Héctor San Juan             | Argentine                   | à 17 min 23 s               |
| 23                          | Justo Londoño (es)          | Colombie                    | m.t.                        |
| 24                          | Francisco Bermúdez          | Costa Rica                  | à 17 min 26 s               |
| 25                          | Luis Delgado                | Cuba                        | à 20 min 20 s               |
| 26                          | Carlos Chirinos             | Venezuela                   | à 21 min 29 s               |

| Pos                          | Pays      | Coureur                                                       | Temps            | Notes    |
| ---------------------------- | --------- | ------------------------------------------------------------- | ---------------- | -------- |
| Médaille d'or, Amérique      | Colombie  | Ramón Hoyos Benjamín Jiménez Efraín Forero                    | 13 h 41 min 37 s |          |
| Médaille d'argent, Amérique  | Uruguay   | Alberto Velázquez (en) Américo Benítez Luis Chazzaro          | 13 h 45 min 9 s  |          |
| Médaille de bronze, Amérique | Mexique   | Magdaleno Cano (en) Antonio Solís Rafael Vaca (de)            | 13 h 48 min 8 s  |          |
| 4                            | Argentine | Antonio Alexandre Carlos Alberto Vázquez (en) Héctor San Juan | 14 h 2 min 45 s  | [ n 10 ] |
| 5                            | Venezuela | Franco Cacioni (en) Domingo Rivas (en) Carlos Chirinos        | 14 h 7 min 57 s  | [ n 11 ] |

## Tableau des médailles
Cinq titres étaient en jeu. Neuf médailles ont été distribuées lors des compétitions sur piste. Six médailles ont été décernées en cyclisme sur route. Soit un total de quinze médailles.
| Rang  | Pays      | Médaille d'or, Amérique | Médaille d'argent, Amérique | Médaille de bronze, Amérique | Total |
| ----- | --------- | ----------------------- | --------------------------- | ---------------------------- | ----- |
| 1     | Colombie  | 2                       | 2                           | 0                            | 4     |
| 2     | Argentine | 2                       | 0                           | 0                            | 2     |
| 3     | Venezuela | 1                       | 0                           | 0                            | 1     |
| 4     | Uruguay   | 0                       | 3                           | 2                            | 5     |
| 5     | Mexique   | 0                       | 0                           | 3                            | 3     |
| Total | Total     | 5                       | 5                           | 5                            | 15    |

## Bilan sportif
Relativement aux Jeux panaméricains de 1951, la domination d'une seule sélection, comme celle de l'Argentine lors de la première édition (sept médailles d'or sur les huit en jeu), ne s'est pas produite. Trois pays se sont réparti les cinq titres décernés à Mexico. La sélection colombienne termine en tête du tableau des médailles. Les deux médailles d'argent glanées lors des compétitions lui permettent de devancer l'Argentine, cette dernière obtenant également deux titres. La sélection uruguayenne décroche le plus grand nombre de médailles avec cinq unités, même si aucune est en or.
Au niveau individuel, deux hommes se détachent. Le Colombien Ramón Hoyos qui s'empare des deux titres en jeu sur la route. Et le Vénézuélien Antonio di Micheli qui assortit sa médaille d'or du kilomètre, du record du monde de la spécialité.